# Guglielmo Privato
Guglielmo Privato (Venezia, 27 settembre 1826 – Padova, 30 marzo 1901) è stato un attore e baritono italiano.

## Biografia
Da giovane svolse la carriera militare, unendosi alla Repubblica di San Marco.
Il suo debutto avvenne nel 1850 a Mestre assieme a Giovan Battista Zoppetti, dopo aver esordito da baritono per qualche anno.
Nei tre anni successivi si formò artisticamente sotto la guida di Alamanno Morelli.
Dopo aver recitato nei ruoli di 'giovane', poi di 'generico' giunse infine a quelo di 'brillante', che gli fu il più congeniale.
Tra le compagnie più prestigiose con le quali collaborò, si può menzionare la Luigi Bellotti Bon (1860), la Luigi Domeniconi e soprattutto le recitazioni al fianco di Giacinta Pezzana.
Importantante fu dal 1888 la collaborazione con Emilio Zago.
Tra le sue caratteristiche recitative principali emersero una comicità cordiale e simpatica.
Si ricordano le sue esibizioni di Geronte nel Burbero benefico di Carlo Goldoni e di Ludro nella trilogia omonima di Bon.

## Interpretazioni
- Burbero benefico di Carlo Goldoni
- Ludro di Bellotti Bon